# Stanislav Ivanov
Stanislav Ivanov (Tiraspol, 7 ottobre 1980) è un ex calciatore moldavo, di ruolo centrocampista.

## Palmarès

### Club

#### Competizioni nazionali
- Campionato moldavo: 4

Sheriff Tiraspol: 2000-2001, 2001-2002, 2002-2003, 2003-2004
- Coppa di Moldavia: 4

Sheriff Tiraspol: 1998-1999, 2000-2001, 2001-2002
FC Tiraspol: 2012-2013
- Supercoppa di Moldavia: 2

Sheriff Tiraspol: 2003, 2004

#### Competizioni internazionali
- Coppa dei Campioni della CSI: 1

Sheriff Tiraspol: 2003